# Strade provinciali della provincia di Monza e della Brianza
Questo è l'elenco delle strade provinciali presenti sul territorio della provincia di Monza e della Brianza, passate alla stessa dalla Provincia di Milano:

## SP 2 - SP 235
- SP 2 Monza - Bellusco
- SP 3 d'Imbersago Vimercate - Bernareggio
- SP 6 Monza - Carate Brianza - Giussano
- SP 7 Villasanta - Lesmo
- SP 11 Seregno - Carate Brianza
- SP 13 Monza - Melzo (confine milanese)
- SP Milano - Cesano - Meda -Lentate                                   *SP 41 Agrate Brianza - Usmate Velate
- SP 44 Mi Comasina -Cesano M. - Como                                *SP 45 Villasanta - Vimercate
- SP 46 Monza - Rho (confine milanese)
- SP 57 Roncello - Ornago
- SP 58 Milano (confine milanese) - Monza - Usmate Velate
- SP 60 Monzese SP 2 - SP 45
- SP 102 Giussano - Fornaci
- SP 110 Paina - Verano Brianza
- SP 112 Besana Brianza - Renate
- SP 113 Monza - Brugherio
- SP 118 Seregno - Cogliate
- SP 119 Palazzolo Milanese (confine milanese) - Nova Milanese
- SP 121 Agrate Brianza - Cavenago di Brianza
- SP 132 Varedo - Desio
- SP 133 Lazzate - Ceriano Laghetto
- SP 134 Seregno - Ceriano Laghetto.    *Sp 134bis Cesano Maderno-Ceriano L.
- SP 135 Arcore - Seregno
- SP 136 Bernareggio - Ronco Briantino
- SP 151 Cinisello Balsamo (confine milanese) - Desio - Cesano Maderno
- SP 152 Lentate sul Seveso - Rovello Porro (confine comasco)
- SP 154 Lesmo - Besana in Brianza
- SP 155 Carate - Veduggio con Colzano
- SP 156 Bellusco - Mezzago
- SP 173 Limbiate - Triuggio
- SP 174 Lazzate - Meda
- SP 176 Cavenago di Brianza - Bellusco
- SP 177 Bellusco - Lesmo
- SP 200 Concorezzo - Burago di Molgora
- SP 208 Brugherio - Carugate (confine milanese)
- SP 211 Burago di Molgora - Ornago
- SP 215 Vimercate - Pessano con Bornago (confine milanese)
- SP 217 Villasanta - Concorezzo
- SP 221 Meda - Figino Serenza (confine comasco)
- SP 233 Sulbiate - Mezzago
- SP 234 Lissone - Vedano al Lambro - Biassono
- SP 235 Usmate Velate - Valaperta (confine lecchese)

## SP ex SS
Questo è invece un elenco delle strade statali diventate provinciali ai sensi del decreto legislativo n. 112 del 1998 e della legge regionale n. 1 del 2000, presenti sul territorio della provincia di Monza:
- SP ex SS 35 dei Giovi
- SP ex SS 342 dir Briantea